# Berbera
Berbera é uma cidade portuária do norte da Somalilândia, capital da região de Saaxil. A cidade foi por séculos a capital da região da Somalilândia e também a capital colonial da Somalilândia Britânica de 1870 a 1941, quando a capital foi mudada para Hargeisa. Localizada estrategicamente na rota do óleo, Berbera possui um profundo porto marítimo no golfo de Adem, oceano Índico, concluído em 1969, o principal porto comercial da Somalilândia.
A população da cidade em 2000 era aproximadamente 200 mil habitantes. O clima em Berbera é muito seco, quente e úmido durante a estação das chuvas. O relevo ao redor de Berbera é desértico e semidesértico onde a temperatura pode ultrapassar 50°C.